# Förräderi
Förräderi innebär en handling av svekfull eller trolös art i strid mot vederbörandes självklara plikter, stämpling, att prisgiva eller förleda till offrets fara eller men. I juridisk mening talas om uppsåtliga och svekfulla brott mot statschef, annan styrelse av riket eller annan överhet, till exempel genom spioneri, propaganda, trolöshet vid förhandling med främmande makt, eller angiveri. I svenska brottsbalken nämns högförräderi och landsförräderi, och i lindrigare fall landssvek. Svekfullt agerande i förtroendeställning gentemot annan entitet kan vara straffbar under beteckningen trolöshet mot huvudman.
Förräderi kan ske med eller utan våld, vare sig det är personligt våld eller ödeläggelse av egendom. För att räknas som högförräderi i lagens mening krävs att det är ett högmålsbrott och att förrädaren använder eller avser använda lagstridiga medel, vilket förutsätter ett uppsåt. Till skillnad från uppror har högförräderi en utländsk anknytning. Under krig talas i stället om landsförräderi (tidigare, i strafflagen, krigsförräderi), dock utan att det därmed är ett militärt brott. Landsförräderi avser uppsåtligt eller oaktsamt förräderi till fienden, oavsett om dessa är en främmande makt eller inhemska fiender. Tryckfriheten och yttrandefriheten är begränsad avseende hög- och landsförräderi.
Som förräderi har ibland allmänheten uppfattat exempelvis amorösa förhållanden och samarbete mellan civila och representanter för främmande ockupationsmakt, och utkrävt hämnd egenmäktigt, även om gärningen inte varit straffbar enligt lag, exempelvis vid slutet av andra världskriget. En speciell form av förräderi sker hos dubbelagent.

## Kända exempel
Ordet har inom svenskan fått många metaforer, ofta kopplade till historiska personer eller händelser. Nedan följer några exempel:
- Judas Iskariot, se även Judaskyss
- Marcus Junius Brutus, deltog i komplott mot Julius Caesar
- Quisling, efter norsk landsförrädare under andra världskriget
- Femtekolonnare, begrepp från spanska inbördeskriget
- Benedict Arnold, general under amerikanska frihetskriget, begreppet dock nästan enbart använt i USA

Även:
- Skökan Rahab som skyddade israeliter inför intagandet av Jeriko, enligt Josua belönad därför
- Jussi i boken Bröderna Lejonhjärta
- Mordred, riddare kring det runda bordet som slutligen dödade kung Artur